# アイコン ユーロパブ
 アイコン・ユーロパブ株式会社 (Ikon Europubs) は、輸入ビールの卸・販売等を扱う日本の食品商社。20種類以上の海外ビールを取扱いしている。

## 概要
日本で輸入瓶ビールを販売していた株式会社アイコン（1970年設立）と、欧州を中心とした輸入樽ビール販売のユーロパブインポーツ株式会社（2001年設立）が2008年9月に合併。社名をIkon  Europubs（アイコン・ユーロパブ）株式会社とした。
2017年4月12日に白鶴酒造が発行済み株式の87.6%を取得し、子会社とした。

## 取り扱いブランド
- パウラーナー　(ドイツ)
- ブドバー　(チェコ)
- フラーズ　(イギリス)
- エストレーリャ ガリシア　(スペイン)
- クロンバッハ　(ドイツ)
- モレッティ　(イタリア)
- シンハー　(タイ)
- コナ ビッグウェーブ　(ハワイ州)